# Castilleja hirsuta
Castilleja hirsuta är en snyltrotsväxtart som beskrevs av M. Mart. och Gal.. Castilleja hirsuta ingår i släktet målarborstar, och familjen snyltrotsväxter. Inga underarter finns listade i Catalogue of Life.